# Donk (joueur)
Pour les articles homonymes, voir Donk (homonymie).
Danil Kryshkovets,  mieux connu sous son surnom de donk, est un joueur professionnel russe de Counter-Strike 2 pour Team Spirit qui est largement reconnu pour son style de jeu agressif.[Pas dans la source] Il a été nommé joueur de l'année HLTV en 2024.

## Biographie

### Enfance
Né le 25 janvier 2007 à Tomsk, Danil a commencé à jouer à Counter-Strike à l'âge de quatre ans lorsque son frère lui a fait découvrir le jeu. Deux ans plus tard, ils passent à une nouvelle version, Counter-Strike: Global Offensive. Il a consacré beaucoup de temps dans l’amélioration de ses capacités et, à l'âge de 14 ans, il a pu intégrer la FPL-C européenne.

### Carrière
En 2021, alors qu'il a 14 ans, il est remarqué par OverDrive, qui le recommande à l'académie de la  Team Spirit. Il a joué pour l'équipe de jeunes de Team Spirit pendant deux ans.
En 2023, Danil rejoint l'équipe principale de Team Spirit. Lors du premier tournoi auquel il a participé, le CCT North Europe Series #6, ils ont remporté la première place. Lors de leur premier tournoi LAN, Dunav Party 2023, Spirit a également remporté la première place.
Il a reçu son premier titre de MVP de HLTV pour avoir remporté le tournoi BetBoom Dacha, le terminant avec une note de 1,31, faisant de lui le deuxième plus jeune joueur de l'histoire à recevoir un prix MVP HLTV. Après que Spirit ait remporté le tournoi IEM Katowice 2024, Danil a été nommé MVP et est devenu le plus jeune joueur à être nommé MVP HLTV lors d'un « Big Event »,.
Lors de son premier Majeur, le PGL Copenhague 2024, Team Spirit s'est qualifié pour les séries éliminatoires. Lors du premier match des éliminatoires, ils ont perdu contre FaZe Clan. Malgré cela, Danil a terminé le tournoi avec une note de 1,35.
Après le Major, au BetBoom Dacha Belgrade 2024, donk a été récompensé du titre de MVP malgré le fait que son équipe n'ait pris que la deuxième place. Spirit a remporté la première place du tournoi final de la saison, le BLAST Premier Spring Final 2024, Danil étant le MVP du championnat. Ce tournoi a donné à Spirit la première place dans les classements des équipes Valve et HLTV.
L'équipe Team Spirit a remporté le Perfect World Shanghai Major, Danil étant élu MVP, faisant de lui le plus jeune MVP HLTV dans un Major,,.

## Palmarès

### Classements
- Top 20 des joueurs HLTV : 1er (2024)[2]

### MVP
- BetBoom Dacha 2023 [7]
- IEM Katowice 2024[8]
- BetBoom Dacha Belgrade 2024 [17]
- Finale du printemps BLAST Premier 2024 [18]
- BetBoom Dacha Belgrade Saison 2 [19]
- Perfect World Shanghai Major 2024 [14]
- Finale de la saison 1 de BLAST Bounty 2025 [20]
- PGL Astana 2025 [21]
- IEM Cologne 2025

### Récompenses
- Recrue de l'année HLTV 2024 [22],[23]
- HLTV "Opener" de l'année 2024 [24]
- Temps forts de l'année 2024 de HLTV[24]
- Joueur HLTV de l'année 2024 [25]

## Résultats en tournoi
| Date                          | Tournoi                           | Localisation               | Classement       |
| Avec Team Spirit              | Avec Team Spirit                  | Avec Team Spirit           | Avec Team Spirit |
| ----------------------------- | --------------------------------- | -------------------------- | ---------------- |
| 2 août - 10 août 2023         | CCT Online Finals #2              | En ligne                   | 2e               |
| 5 décembre - 10 décembre 2023 | BetBoom Dacha 2023                | Dubaï, Émirats arabes unis | 1er              |
| 3 février - 11 février 2024   | IEM Katowice 2024                 | Katowice, Pologne          | 1er              |
| 17 mars - 31 mars 2024        | PGL CS2 Major Copenhagen 2024     | Copenhague, Danemark       | 5e-8e            |
| 14 mai - 19 mai 2024          | BetBoom Dacha Belgrade 2024       | Belgrade, Serbie           | 2e               |
| 27 mai - 2 juin 2024          | IEM Dallas 2024                   | Dallas, TX, États-Unis     | 3e               |
| 12 juin - 16 juin 2024        | BLAST Premier Spring Final 2024   | Londres, Royaume-Uni       | 1er              |
| 3 juillet - 25 août 2024      | 2024 Esports World Cup            | Riyad, Arabie saoudite     | 5e-8e            |
| 28 août - 1 septembre 2024    | BetBoom Dacha Belgrade Season 2   | Belgrade, Serbie           | 1er              |
| 30 octobre - 3 novembre 2024  | BLAST Premier World Final 2024    | Sentosa, Singapour         | 2e               |
| 5 décembre - 15 décembre 2024 | Perfect World Shanghai Major 2024 | Shanghai, Chine            | 1er              |
| 23 janvier - 26 janvier 2025  | BLAST Bounty 2025 Season 1 Finals | Copenhague, Danemark       | 1er              |
| 1 février - 9 février 2025    | IEM Katowice 2025                 | Katowice, Pologne          | 2e               |
| 1 mars - 16 mars 2025         | ESL Pro League Season 21          | Stockholm, Suède           | 3e               |
| 19 mars - 30 mars 2025        | BLAST Open Spring 2025            | Lisbonne, Portugal         | 3e               |
| 17 avril - 27 avril 2025      | ESL Grand Slam Season 5           | En ligne                   | 7e-8e            |
| 30 avril - 4 mai 2025         | BLAST Rivals Spring 2025          | Copenhague, Danemark       | 3e               |
| 10 mai - 18 mai 2025          | PGL Astana 2025                   | Astana, Kazakhstan         | 1er              |